# Chodos
Chodos (en valenciano y cooficialmente Xodos) es un municipio de la provincia de Castellón en la Comunidad Valenciana, España. Situado en la comarca del Alcalatén. Cuenta con una población de  116 habitantes (INE 2024).

## Geografía
Su ubicación es un buen punto de partida para hacer senderismo por la montaña. A su término municipal pertenece el Tossal de Marinet (1467 m) y en sus cercanías nace el río Lucena.
Desde Castellón de la Plana se accede a esta localidad a través de la CV-10, tomando luego la CV-15, a continuación la CV-170 y finalmente la CV-171.

### Localidades limítrofes
El término municipal de Chodos limita con las localidades siguientes: Castillo de Villamalefa y Villahermosa en el Alto Mijares, Vistabella y Adzaneta en El Alto Maestrazgo y con Lucena, en su propia comarca.

## Historia
De origen árabe, perteneció a la tenencia del Alcalatén, tras la Reconquista el señorío le fue otorgado por el rey Jaime I a Ximén de Urrea, noble aragonés, que le concedió carta puebla en 1254. Otras fuentes databan dicha carta puebla en el 17 de junio de 1292, sin tener en cuenta que se trataba de la Era Hispánica, siendo otorgada a dos repartidores cristianos a cambio del diezmo y las primicias en favor de los Urrea y estableciendo la jurisdicción del lugar al fuero de Aragón. Posteriormente pasó a manos de los condes de Aranda y al extinguirse esta casa señorial formó parte de la casa ducal de Híjar.

## Administración
| Periodo   | Nombre                                                                | Partido      |
| --------- | --------------------------------------------------------------------- | ------------ |
| 1979-1983 | Avelino Guidotti Gabaldón                                             | UCD          |
| 1983-1987 | Avelino Guidotti Gabaldón                                             | AP-PDP-UL-UV |
| 1987-1991 | Juan Gasch Aparici                                                    | AP           |
| 1991-1995 | Juan Gasch Aparici                                                    | PP           |
| 1995-1999 | Juan Gasch Aparici                                                    | PP           |
| 1999-2003 | Juan Gasch Aparici                                                    | PP           |
| 2003-2007 | Juan Gasch Aparici                                                    | PP           |
| 2007-2011 | Juan Manuel Benages Monfort                                           | PP           |
| 2011-2015 | Juan Manuel Benages Monfort César Segura Tena                         | PP           |
| 2015-2019 | César Segura Tena                                                     | PP           |
| 2019-2023 | Augusto Solsona Porcar (2019-2022) Miguel Ferrer Alberich (2022-2023) | PP Compromís |
| 2023-act. | Miguel Ferrer Alberich                                                | Compromís    |

## Demografía
Chodos/Xodos cuenta con una población de 116 habitantes (INE 2024).
| Gráfica de evolución demográfica de Chodos/Xodos entre 1842 y 2021 |
| |
| Población de derecho según los censos de población del INE Población de hecho según los censos de población del INEEn estos censos se denominaba Chodos: 1842, 1857, 1860, 1877, 1887, 1897, 1900, 1910, 1920, 1930, 1940, 1950, 1960, 1970, 1981 y 1991. |

| 1990 | 1992 | 1994 | 1996 | 1998 | 2000 | 2002 | 2004 | 2006 | 2008 | 2019 |
| ---- | ---- | ---- | ---- | ---- | ---- | ---- | ---- | ---- | ---- | ---- |
| 153  | 162  | 167  | 161  | 159  | 160  | 150  | 131  | 128  | 122  | 112  |

## Economía
Basada tradicionalmente en la agricultura y la ganadería. Hoy cobra importancia el turismo de interior.

## Monumentos
La población debió de estar totalmente amurallada; pero solo se conserva la torre del homenaje.
- Castillo de Chodos.
- El Portal. Torre insertada en una zona de las murallas.
- Iglesia Parroquial de San Pedro.
- Ermita de San Cristóbal
- Ermita del Calvario

- Parque natural del Peñagolosa

## Fiestas
- Fiestas Patronales. Se celebran a partir del 14 de agosto en honor de san Cristóbal.